# Ród gniazdowy
Ród gniazdowy – w okresie staropolskim rodzaj rodu szlacheckiego wywodzącego się z konkretnej włości (gałąź rodu heraldycznego).
W XIV wieku rozpoczął się na ziemiach polskich proces wytwarzania się szlacheckich nazwisk odmiejscowych. Ze względu na specyficzną strukturę własnościową najwięcej tego rodzaju nazwisk powstało na Mazowszu, gdzie przedmiotowy proces rozpoczął się z opóźnieniem (XV wiek), nabrał charakteru powszechnego w XVI wieku, a definitywnie zakończył się w wieku XVII. 
Polegał on na tym, że przedstawiciele poszczególnych rodów heraldycznych (herbowych) zaczęli przyjmować nazwiska pochodzące od nazw ich włości (gniazd rodowych i stąd nazwa "ród gniazdowy"), które następnie nabierały charakteru dziedzicznego. A zatem przedstawiciel rodu herbowego Prus ze Szczurowa przyjmując nazwisko Szczurowski stawał się Szczurowskim herbu Prus, a jego potomkowie Szczurowskimi herbu Prus; przedstawiciel rodu Pobóg z Żaboklik stawał się Żaboklickim herbu Pobóg, a jego potomkowie Żaboklickimi herbu Pobóg; przedstawiciel rodu Lubicz z Nojszewa stawał się Nojszewskim herbu Lubicz, a jego potomkowie Nojszewskimi herbu Lubicz i tak dalej. W ten właśnie sposób powstały rody gniazdowe będące, jak wynika z powyższego, odgałęzieniami rodów heraldycznych identyfikowanymi poprzez nazwy swoich włości. Owe rody gniazdowe, tak jak wcześniej rody herbowe, nadal miały charakter rodów agnatycznych.
W jednej wsi mogli mieć działy przedstawiciele różnych rodów herbowych i wtedy wszyscy oni mogli przyjąć to samo nazwisko odmiejscowe. Ponadto, wiele wsi miało takie same lub bardzo podobne nazwy, co powodowało, że takie samo nazwisko odmiejscowe mogli nosić dziedzice z różnych wsi, wywodzący się z różnych rodów. 
Należy również zauważyć, że pojęcie rodu gniazdowego jest często mylone z pojęciem rodziny, która jest czymś innym (herbowni wymieniani w herbarzach po nazwiskach to właśnie rody gniazdowe, a nie rodziny). Rodzina w wąskim rozumieniu tego pojęcia to rodzice i dzieci, natomiast w szerokim rozumieniu to także dalsi krewni i powinowaci, którzy to powinowaci przecież są już przedstawicielami innych rodów.
Rody gniazdowe na Mazowszu nie były reliktem ustroju rodowego z epoki plemiennej, jak chciała starsza historiografia (m.in. Kazimierz Tymieniecki), a ich powstanie było związane z nadaniami książęcymi oraz XIV, XV i XVI-wieczną kolonizacją o charakterze feudalnym.